# الحزب الكاثوليكي الشعبي
الحزب الكاثوليكي الشعبي (بالهولندية: Katholieke Volkspartij)‏ هو حزب سياسي هولندي، أسس في 22 ديسمبر 1945، وحل في 1980.

## أعضاء بارزون
- كود سباركل
- تحديث القائمة

- رود لوبرز
- دريس فان أغت
- Louis Beel
- Joseph Luns
- Jan de Quay
- Victor Marijnen
- Jo Cals
- Hans van den Broek
- Frans Andriessen
- Harry Derckx